# Operador nabla en coordenades cilíndriques i esfèriques
En càlcul vectorial, l'operador nabla és un operador diferencial vectorial representat amb el símbol nabla ∇. En coordenades cartesianes tridimensionals R3 amb coordenades (x, y, z), l'operador nabla es pot definir com:
{\displaystyle \nabla =\left({\cfrac {\partial }{\partial x}},{\cfrac {\partial }{\partial y}},{\cfrac {\partial }{\partial z}}\right)}
En els sistemes de coordenades cilíndriques i esfèriques les expressions esdevenen més complexes i es detallen en la següent llista de fórmules de càlcul vectorial.

## Conversions de sistemes de coordenades
|          |           | De | De | De |
| Cartesià | Cilíndric | Esfèric | | |
| -------- | --------- | --- | --- | --- |
| A        | Cartesià  | N/D | {\displaystyle {\begin{aligned}x&=\rho \cos \varphi \\y&=\rho \sin \varphi \\z&=z\end{aligned}}}                                                   | {\displaystyle {\begin{aligned}x&=r\sin \theta \cos \varphi \\y&=r\sin \theta \sin \varphi \\z&=r\cos \theta \end{aligned}}} |
| A        | Cilíndric | {\displaystyle {\begin{aligned}\rho &={\sqrt {x^{2}+y^{2}}}\\\varphi &=\arctan \left({\frac {y}{x}}\right)\\z&=z\end{aligned}}}                                           | N/D | {\displaystyle {\begin{aligned}\rho &=r\sin \theta \\\varphi &=\varphi \\z&=r\cos \theta \end{aligned}}}                     |
| A        | Esfèric   | {\displaystyle {\begin{aligned}r&={\sqrt {x^{2}+y^{2}+z^{2}}}\\\theta &=\arccos \left({\frac {z}{r}}\right)\\\varphi &=\arctan \left({\frac {y}{x}}\right)\end{aligned}}} | {\displaystyle {\begin{aligned}r&={\sqrt {\rho ^{2}+z^{2}}}\\\theta &=\arctan {\left({\frac {\rho }{z}}\right)}\\\varphi &=\varphi \end{aligned}}} | N/D |

## Conversions de vectors unitaris
|           | Cartesià | Cilíndric | Esfèric |
| --------- | --- | --- | --- |
| Cartesià  | N/D | {\displaystyle {\begin{aligned}{\hat {\mathbf {x} }}&=\cos \varphi {\hat {\boldsymbol {\rho }}}-\sin \varphi {\hat {\boldsymbol {\varphi }}}\\{\hat {\mathbf {y} }}&=\sin \varphi {\hat {\boldsymbol {\rho }}}+\cos \varphi {\hat {\boldsymbol {\varphi }}}\\{\hat {\mathbf {z} }}&={\hat {\mathbf {z} }}\end{aligned}}}                                        | {\displaystyle {\begin{aligned}{\hat {\mathbf {x} }}&=\sin \theta \cos \varphi {\hat {\mathbf {r} }}+\cos \theta \cos \varphi {\hat {\boldsymbol {\theta }}}-\sin \varphi {\hat {\boldsymbol {\varphi }}}\\{\hat {\mathbf {y} }}&=\sin \theta \sin \varphi {\hat {\mathbf {r} }}+\cos \theta \sin \varphi {\hat {\boldsymbol {\theta }}}+\cos \varphi {\hat {\boldsymbol {\varphi }}}\\{\hat {\mathbf {z} }}&=\cos \theta {\hat {\mathbf {r} }}-\sin \theta {\hat {\boldsymbol {\theta }}}\end{aligned}}} |
| Cilíndric | {\displaystyle {\begin{aligned}{\hat {\boldsymbol {\rho }}}&={\frac {x{\hat {\mathbf {x} }}+y{\hat {\mathbf {y} }}}{\sqrt {x^{2}+y^{2}}}}\\{\hat {\boldsymbol {\varphi }}}&={\frac {-y{\hat {\mathbf {x} }}+x{\hat {\mathbf {y} }}}{\sqrt {x^{2}+y^{2}}}}\\{\hat {\mathbf {z} }}&={\hat {\mathbf {z} }}\end{aligned}}} | N/D | {\displaystyle {\begin{aligned}{\hat {\boldsymbol {\rho }}}&=\sin \theta {\hat {\mathbf {r} }}+\cos \theta {\hat {\boldsymbol {\theta }}}\\{\hat {\boldsymbol {\varphi }}}&={\hat {\boldsymbol {\varphi }}}\\{\hat {\mathbf {z} }}&=\cos \theta {\hat {\mathbf {r} }}-\sin \theta {\hat {\boldsymbol {\theta }}}\end{aligned}}} |
| Esfèric   | {\displaystyle {\begin{aligned}{\hat {\mathbf {r} }}&={\frac {x{\hat {\mathbf {x} }}+y{\hat {\mathbf {y} }}+z{\hat {\mathbf {z} }}}{\sqrt {x^{2}+y^{2}+z^{2}}}}\\{\hat {\boldsymbol {\theta }}}&={\frac {\left(x{\hat {\mathbf {x} }}+y{\hat {\mathbf {y} }}\right)z-\left(x^{2}+y^{2}\right){\hat {\mathbf {z} }}}{{\sqrt {x^{2}+y^{2}+z^{2}}}{\sqrt {x^{2}+y^{2}}}}}\\{\hat {\boldsymbol {\varphi }}}&={\frac {-y{\hat {\mathbf {x} }}+x{\hat {\mathbf {y} }}}{\sqrt {x^{2}+y^{2}}}}\end{aligned}}} | {\displaystyle {\begin{aligned}{\hat {\mathbf {r} }}&={\frac {\rho {\hat {\boldsymbol {\rho }}}+z{\hat {\mathbf {z} }}}{\sqrt {\rho ^{2}+z^{2}}}}\\{\hat {\boldsymbol {\theta }}}&={\frac {z{\hat {\boldsymbol {\rho }}}-\rho {\hat {\mathbf {z} }}}{\sqrt {\rho ^{2}+z^{2}}}}\\{\hat {\boldsymbol {\varphi }}}&={\hat {\boldsymbol {\varphi }}}\end{aligned}}} | N/D |

|           | Cartesià | Cilíndric | Esfèric |
| --------- | --- | --- | --- |
| Cartesià  | N/D | {\displaystyle {\begin{aligned}{\hat {\mathbf {x} }}&={\frac {x{\hat {\boldsymbol {\rho }}}-y{\hat {\boldsymbol {\varphi }}}}{\sqrt {x^{2}+y^{2}}}}\\{\hat {\mathbf {y} }}&={\frac {y{\hat {\boldsymbol {\rho }}}+x{\hat {\boldsymbol {\varphi }}}}{\sqrt {x^{2}+y^{2}}}}\\{\hat {\mathbf {z} }}&={\hat {\mathbf {z} }}\end{aligned}}} | {\displaystyle {\begin{aligned}{\hat {\mathbf {x} }}&={\frac {x\left({\sqrt {x^{2}+y^{2}}}{\hat {\mathbf {r} }}+z{\hat {\boldsymbol {\theta }}}\right)-y{\sqrt {x^{2}+y^{2}+z^{2}}}{\hat {\boldsymbol {\varphi }}}}{{\sqrt {x^{2}+y^{2}}}{\sqrt {x^{2}+y^{2}+z^{2}}}}}\\{\hat {\mathbf {y} }}&={\frac {y\left({\sqrt {x^{2}+y^{2}}}{\hat {\mathbf {r} }}+z{\hat {\boldsymbol {\theta }}}\right)+x{\sqrt {x^{2}+y^{2}+z^{2}}}{\hat {\boldsymbol {\varphi }}}}{{\sqrt {x^{2}+y^{2}}}{\sqrt {x^{2}+y^{2}+z^{2}}}}}\\{\hat {\mathbf {z} }}&={\frac {z{\hat {\mathbf {r} }}-{\sqrt {x^{2}+y^{2}}}{\hat {\boldsymbol {\theta }}}}{\sqrt {x^{2}+y^{2}+z^{2}}}}\end{aligned}}} |
| Cilíndric | {\displaystyle {\begin{aligned}{\hat {\boldsymbol {\rho }}}&=\cos \varphi {\hat {\mathbf {x} }}+\sin \varphi {\hat {\mathbf {y} }}\\{\hat {\boldsymbol {\varphi }}}&=-\sin \varphi {\hat {\mathbf {x} }}+\cos \varphi {\hat {\mathbf {y} }}\\{\hat {\mathbf {z} }}&={\hat {\mathbf {z} }}\end{aligned}}} | N/D | {\displaystyle {\begin{aligned}{\hat {\boldsymbol {\rho }}}&={\frac {\rho {\hat {\mathbf {r} }}+z{\hat {\boldsymbol {\theta }}}}{\sqrt {\rho ^{2}+z^{2}}}}\\{\hat {\boldsymbol {\varphi }}}&={\hat {\boldsymbol {\varphi }}}\\{\hat {\mathbf {z} }}&={\frac {z{\hat {\mathbf {r} }}-\rho {\hat {\boldsymbol {\theta }}}}{\sqrt {\rho ^{2}+z^{2}}}}\end{aligned}}} |
| Esfèric   | {\displaystyle {\begin{aligned}{\hat {\mathbf {r} }}&=\sin \theta \left(\cos \varphi {\hat {\mathbf {x} }}+\sin \varphi {\hat {\mathbf {y} }}\right)+\cos \theta {\hat {\mathbf {z} }}\\{\hat {\boldsymbol {\theta }}}&=\cos \theta \left(\cos \varphi {\hat {\mathbf {x} }}+\sin \varphi {\hat {\mathbf {y} }}\right)-\sin \theta {\hat {\mathbf {z} }}\\{\hat {\boldsymbol {\varphi }}}&=-\sin \varphi {\hat {\mathbf {x} }}+\cos \varphi {\hat {\mathbf {y} }}\end{aligned}}} | {\displaystyle {\begin{aligned}{\hat {\mathbf {r} }}&=\sin \theta {\hat {\boldsymbol {\rho }}}+\cos \theta {\hat {\mathbf {z} }}\\{\hat {\boldsymbol {\theta }}}&=\cos \theta {\hat {\boldsymbol {\rho }}}-\sin \theta {\hat {\mathbf {z} }}\\{\hat {\boldsymbol {\varphi }}}&={\hat {\boldsymbol {\varphi }}}\end{aligned}}}          | N/D |

## Fórmules amb l'operador nabla
| Operació                     | Coordenades cartesianes (x, y, z) | Coordenades cilíndriques (ρ, φ, z) | Coordenades esfèriques (r, θ, φ), on θ és l'angle polar i φ és l'angle azimutalα |
| ---------------------------- | --- | --- | --- |
| Un camp vectorial A          | {\displaystyle A_{x}{\hat {\mathbf {x} }}+A_{y}{\hat {\mathbf {y} }}+A_{z}{\hat {\mathbf {z} }}} | {\displaystyle A_{\rho }{\hat {\boldsymbol {\rho }}}+A_{\varphi }{\hat {\boldsymbol {\varphi }}}+A_{z}{\hat {\mathbf {z} }}} | {\displaystyle A_{r}{\hat {\mathbf {r} }}+A_{\theta }{\hat {\boldsymbol {\theta }}}+A_{\varphi }{\hat {\boldsymbol {\varphi }}}} |
| Gradient ∇f                  | {\displaystyle {\partial f \over \partial x}{\hat {\mathbf {x} }}+{\partial f \over \partial y}{\hat {\mathbf {y} }}+{\partial f \over \partial z}{\hat {\mathbf {z} }}} | {\displaystyle {\partial f \over \partial \rho }{\hat {\boldsymbol {\rho }}}+{1 \over \rho }{\partial f \over \partial \varphi }{\hat {\boldsymbol {\varphi }}}+{\partial f \over \partial z}{\hat {\mathbf {z} }}} | {\displaystyle {\partial f \over \partial r}{\hat {\mathbf {r} }}+{1 \over r}{\partial f \over \partial \theta }{\hat {\boldsymbol {\theta }}}+{1 \over r\sin \theta }{\partial f \over \partial \varphi }{\hat {\boldsymbol {\varphi }}}} |
| Divergència ∇ ⋅ A            | {\displaystyle {\partial A_{x} \over \partial x}+{\partial A_{y} \over \partial y}+{\partial A_{z} \over \partial z}} | {\displaystyle {1 \over \rho }{\partial \left(\rho A_{\rho }\right) \over \partial \rho }+{1 \over \rho }{\partial A_{\varphi } \over \partial \varphi }+{\partial A_{z} \over \partial z}} | {\displaystyle {1 \over r^{2}}{\partial \left(r^{2}A_{r}\right) \over \partial r}+{1 \over r\sin \theta }{\partial \over \partial \theta }\left(A_{\theta }\sin \theta \right)+{1 \over r\sin \theta }{\partial A_{\varphi } \over \partial \varphi }} |
| Rotacional ∇ × A             | {\displaystyle {\begin{aligned}\left({\frac {\partial A_{z}}{\partial y}}-{\frac {\partial A_{y}}{\partial z}}\right)&{\hat {\mathbf {x} }}\\+\left({\frac {\partial A_{x}}{\partial z}}-{\frac {\partial A_{z}}{\partial x}}\right)&{\hat {\mathbf {y} }}\\+\left({\frac {\partial A_{y}}{\partial x}}-{\frac {\partial A_{x}}{\partial y}}\right)&{\hat {\mathbf {z} }}\end{aligned}}} | {\displaystyle {\begin{aligned}\left({\frac {1}{\rho }}{\frac {\partial A_{z}}{\partial \varphi }}-{\frac {\partial A_{\varphi }}{\partial z}}\right)&{\hat {\boldsymbol {\rho }}}\\+\left({\frac {\partial A_{\rho }}{\partial z}}-{\frac {\partial A_{z}}{\partial \rho }}\right)&{\hat {\boldsymbol {\varphi }}}\\{}+{\frac {1}{\rho }}\left({\frac {\partial \left(\rho A_{\varphi }\right)}{\partial \rho }}-{\frac {\partial A_{\rho }}{\partial \varphi }}\right)&{\hat {\mathbf {z} }}\end{aligned}}} | {\displaystyle {\begin{aligned}{\frac {1}{r\sin \theta }}\left({\frac {\partial }{\partial \theta }}\left(A_{\varphi }\sin \theta \right)-{\frac {\partial A_{\theta }}{\partial \varphi }}\right)&{\hat {\mathbf {r} }}\\{}+{\frac {1}{r}}\left({\frac {1}{\sin \theta }}{\frac {\partial A_{r}}{\partial \varphi }}-{\frac {\partial }{\partial r}}\left(rA_{\varphi }\right)\right)&{\hat {\boldsymbol {\theta }}}\\{}+{\frac {1}{r}}\left({\frac {\partial }{\partial r}}\left(rA_{\theta }\right)-{\frac {\partial A_{r}}{\partial \theta }}\right)&{\hat {\boldsymbol {\varphi }}}\end{aligned}}} |
| Operador laplacià ∇²f ≡ ∆f   | {\displaystyle {\partial ^{2}f \over \partial x^{2}}+{\partial ^{2}f \over \partial y^{2}}+{\partial ^{2}f \over \partial z^{2}}} | {\displaystyle {1 \over \rho }{\partial \over \partial \rho }\left(\rho {\partial f \over \partial \rho }\right)+{1 \over \rho ^{2}}{\partial ^{2}f \over \partial \varphi ^{2}}+{\partial ^{2}f \over \partial z^{2}}} | {\displaystyle {1 \over r^{2}}{\partial \over \partial r}\!\left(r^{2}{\partial f \over \partial r}\right)\!+\!{1 \over r^{2}\!\sin \theta }{\partial \over \partial \theta }\!\left(\sin \theta {\partial f \over \partial \theta }\right)\!+\!{1 \over r^{2}\!\sin ^{2}\theta }{\partial ^{2}f \over \partial \varphi ^{2}}} |
| Vector laplacià ∇²A ≡ ∆A     | {\displaystyle \nabla ^{2}A_{x}{\hat {\mathbf {x} }}+\nabla ^{2}A_{y}{\hat {\mathbf {y} }}+\nabla ^{2}A_{z}{\hat {\mathbf {z} }}} | {\displaystyle {\begin{aligned}{\mathopen {}}\left(\nabla ^{2}A_{\rho }-{\frac {A_{\rho }}{\rho ^{2}}}-{\frac {2}{\rho ^{2}}}{\frac {\partial A_{\varphi }}{\partial \varphi }}\right){\mathclose {}}&{\hat {\boldsymbol {\rho }}}\\+{\mathopen {}}\left(\nabla ^{2}A_{\varphi }-{\frac {A_{\varphi }}{\rho ^{2}}}+{\frac {2}{\rho ^{2}}}{\frac {\partial A_{\rho }}{\partial \varphi }}\right){\mathclose {}}&{\hat {\boldsymbol {\varphi }}}\\{}+\nabla ^{2}A_{z}&{\hat {\mathbf {z} }}\end{aligned}}} | {\displaystyle {\begin{aligned}\left(\nabla ^{2}A_{r}-{\frac {2A_{r}}{r^{2}}}-{\frac {2}{r^{2}\sin \theta }}{\frac {\partial \left(A_{\theta }\sin \theta \right)}{\partial \theta }}-{\frac {2}{r^{2}\sin \theta }}{\frac {\partial A_{\varphi }}{\partial \varphi }}\right)&{\hat {\mathbf {r} }}\\+\left(\nabla ^{2}A_{\theta }-{\frac {A_{\theta }}{r^{2}\sin ^{2}\theta }}+{\frac {2}{r^{2}}}{\frac {\partial A_{r}}{\partial \theta }}-{\frac {2\cos \theta }{r^{2}\sin ^{2}\theta }}{\frac {\partial A_{\varphi }}{\partial \varphi }}\right)&{\hat {\boldsymbol {\theta }}}\\+\left(\nabla ^{2}A_{\varphi }-{\frac {A_{\varphi }}{r^{2}\sin ^{2}\theta }}+{\frac {2}{r^{2}\sin \theta }}{\frac {\partial A_{r}}{\partial \varphi }}+{\frac {2\cos \theta }{r^{2}\sin ^{2}\theta }}{\frac {\partial A_{\theta }}{\partial \varphi }}\right)&{\hat {\boldsymbol {\varphi }}}\end{aligned}}} |
| Derivada materialα (A ⋅ ∇)B  | {\displaystyle \mathbf {A} \cdot \nabla B_{x}{\hat {\mathbf {x} }}+\mathbf {A} \cdot \nabla B_{y}{\hat {\mathbf {y} }}+\mathbf {A} \cdot \nabla B_{z}{\hat {\mathbf {z} }}} | {\displaystyle {\begin{aligned}\left(A_{\rho }{\frac {\partial B_{\rho }}{\partial \rho }}+{\frac {A_{\varphi }}{\rho }}{\frac {\partial B_{\rho }}{\partial \varphi }}+A_{z}{\frac {\partial B_{\rho }}{\partial z}}-{\frac {A_{\varphi }B_{\varphi }}{\rho }}\right)&{\hat {\boldsymbol {\rho }}}\\+\left(A_{\rho }{\frac {\partial B_{\varphi }}{\partial \rho }}+{\frac {A_{\varphi }}{\rho }}{\frac {\partial B_{\varphi }}{\partial \varphi }}+A_{z}{\frac {\partial B_{\varphi }}{\partial z}}+{\frac {A_{\varphi }B_{\rho }}{\rho }}\right)&{\hat {\boldsymbol {\varphi }}}\\+\left(A_{\rho }{\frac {\partial B_{z}}{\partial \rho }}+{\frac {A_{\varphi }}{\rho }}{\frac {\partial B_{z}}{\partial \varphi }}+A_{z}{\frac {\partial B_{z}}{\partial z}}\right)&{\hat {\mathbf {z} }}\end{aligned}}}                           | {\displaystyle {\begin{aligned}\left(A_{r}{\frac {\partial B_{r}}{\partial r}}+{\frac {A_{\theta }}{r}}{\frac {\partial B_{r}}{\partial \theta }}+{\frac {A_{\varphi }}{r\sin \theta }}{\frac {\partial B_{r}}{\partial \varphi }}-{\frac {A_{\theta }B_{\theta }+A_{\varphi }B_{\varphi }}{r}}\right)&{\hat {\mathbf {r} }}\\+\left(A_{r}{\frac {\partial B_{\theta }}{\partial r}}+{\frac {A_{\theta }}{r}}{\frac {\partial B_{\theta }}{\partial \theta }}+{\frac {A_{\varphi }}{r\sin \theta }}{\frac {\partial B_{\theta }}{\partial \varphi }}+{\frac {A_{\theta }B_{r}}{r}}-{\frac {A_{\varphi }B_{\varphi }\cot \theta }{r}}\right)&{\hat {\boldsymbol {\theta }}}\\+\left(A_{r}{\frac {\partial B_{\varphi }}{\partial r}}+{\frac {A_{\theta }}{r}}{\frac {\partial B_{\varphi }}{\partial \theta }}+{\frac {A_{\varphi }}{r\sin \theta }}{\frac {\partial B_{\varphi }}{\partial \varphi }}+{\frac {A_{\varphi }B_{r}}{r}}+{\frac {A_{\varphi }B_{\theta }\cot \theta }{r}}\right)&{\hat {\boldsymbol {\varphi }}}\end{aligned}}} |
| Tensor de divergència ∇ ⋅ T  | {\displaystyle {\begin{aligned}\left({\frac {\partial T_{xx}}{\partial x}}+{\frac {\partial T_{yx}}{\partial y}}+{\frac {\partial T_{zx}}{\partial z}}\right)&{\hat {\mathbf {x} }}\\+\left({\frac {\partial T_{xy}}{\partial x}}+{\frac {\partial T_{yy}}{\partial y}}+{\frac {\partial T_{zy}}{\partial z}}\right)&{\hat {\mathbf {y} }}\\+\left({\frac {\partial T_{xz}}{\partial x}}+{\frac {\partial T_{yz}}{\partial y}}+{\frac {\partial T_{zz}}{\partial z}}\right)&{\hat {\mathbf {z} }}\end{aligned}}} | {\displaystyle {\begin{aligned}\left[{\frac {\partial T_{\rho \rho }}{\partial \rho }}+{\frac {1}{\rho }}{\frac {\partial T_{\varphi \rho }}{\partial \varphi }}+{\frac {\partial T_{z\rho }}{\partial z}}+{\frac {1}{\rho }}(T_{\rho \rho }-T_{\varphi \varphi })\right]&{\hat {\boldsymbol {\rho }}}\\+\left[{\frac {\partial T_{\rho \varphi }}{\partial \rho }}+{\frac {1}{\rho }}{\frac {\partial T_{\varphi \varphi }}{\partial \varphi }}+{\frac {\partial T_{z\varphi }}{\partial z}}+{\frac {1}{\rho }}(T_{\rho \varphi }+T_{\varphi \rho })\right]&{\hat {\boldsymbol {\varphi }}}\\+\left[{\frac {\partial T_{\rho z}}{\partial \rho }}+{\frac {1}{\rho }}{\frac {\partial T_{\varphi z}}{\partial \varphi }}+{\frac {\partial T_{zz}}{\partial z}}+{\frac {T_{\rho z}}{\rho }}\right]&{\hat {\mathbf {z} }}\end{aligned}}} | {\displaystyle {\begin{aligned}\left[{\frac {\partial T_{rr}}{\partial r}}+2{\frac {T_{rr}}{r}}+{\frac {1}{r}}{\frac {\partial T_{\theta r}}{\partial \theta }}+{\frac {\cot \theta }{r}}T_{\theta r}+{\frac {1}{r\sin \theta }}{\frac {\partial T_{\varphi r}}{\partial \varphi }}-{\frac {1}{r}}(T_{\theta \theta }+T_{\varphi \varphi })\right]&{\hat {\mathbf {r} }}\\+\left[{\frac {\partial T_{r\theta }}{\partial r}}+2{\frac {T_{r\theta }}{r}}+{\frac {1}{r}}{\frac {\partial T_{\theta \theta }}{\partial \theta }}+{\frac {\cot \theta }{r}}T_{\theta \theta }+{\frac {1}{r\sin \theta }}{\frac {\partial T_{\varphi \theta }}{\partial \varphi }}+{\frac {T_{\theta r}}{r}}-{\frac {\cot \theta }{r}}T_{\varphi \varphi }\right]&{\hat {\boldsymbol {\theta }}}\\+\left[{\frac {\partial T_{r\varphi }}{\partial r}}+2{\frac {T_{r\varphi }}{r}}+{\frac {1}{r}}{\frac {\partial T_{\theta \varphi }}{\partial \theta }}+{\frac {1}{r\sin \theta }}{\frac {\partial T_{\varphi \varphi }}{\partial \varphi }}+{\frac {T_{\varphi r}}{r}}+{\frac {\cot \theta }{r}}(T_{\theta \varphi }+T_{\varphi \theta })\right]&{\hat {\boldsymbol {\varphi }}}\end{aligned}}} |
| Desplaçament diferencial dℓ  | {\displaystyle dx\,{\hat {\mathbf {x} }}+dy\,{\hat {\mathbf {y} }}+dz\,{\hat {\mathbf {z} }}} | {\displaystyle d\rho \,{\hat {\boldsymbol {\rho }}}+\rho \,d\varphi \,{\hat {\boldsymbol {\varphi }}}+dz\,{\hat {\mathbf {z} }}} | {\displaystyle dr\,{\hat {\mathbf {r} }}+r\,d\theta \,{\hat {\boldsymbol {\theta }}}+r\,\sin \theta \,d\varphi \,{\hat {\boldsymbol {\varphi }}}} |
| Normal d'àrea diferencial dS | {\displaystyle {\begin{aligned}dy\,dz&\,{\hat {\mathbf {x} }}\\{}+dx\,dz&\,{\hat {\mathbf {y} }}\\{}+dx\,dy&\,{\hat {\mathbf {z} }}\end{aligned}}} | {\displaystyle {\begin{aligned}\rho \,d\varphi \,dz&\,{\hat {\boldsymbol {\rho }}}\\{}+d\rho \,dz&\,{\hat {\boldsymbol {\varphi }}}\\{}+\rho \,d\rho \,d\varphi &\,{\hat {\mathbf {z} }}\end{aligned}}} | {\displaystyle {\begin{aligned}r^{2}\sin \theta \,d\theta \,d\varphi &\,{\hat {\mathbf {r} }}\\{}+r\sin \theta \,dr\,d\varphi &\,{\hat {\boldsymbol {\theta }}}\\{}+r\,dr\,d\theta &\,{\hat {\boldsymbol {\varphi }}}\end{aligned}}} |
| Volum diferencial dV         | {\displaystyle dx\,dy\,dz} | {\displaystyle \rho \,d\rho \,d\varphi \,dz} | {\displaystyle r^{2}\sin \theta \,dr\,d\theta \,d\varphi } |

^α  Aquesta pàgina utilitza {\displaystyle \theta } per l'angle polar i {\displaystyle \varphi } per l'angle azimutal, que és la notació habitual en física. La font que s'utilitza per aquestes fórmules utilitza {\displaystyle \theta } per l'azimut i {\displaystyle \varphi } per l'angle polar, que és la notació habitual en matemàtiques. Per tal d'obternir les fórmules en notació matemàtica, canviï's {\displaystyle \theta } i {\displaystyle \varphi } en les fórmules de la taula.

### Normes de càlcul no trivials
1. {\displaystyle \operatorname {div} \,\operatorname {grad} f\equiv \nabla \cdot \nabla f\equiv \nabla ^{2}f} (Operador laplacià)
2. {\displaystyle \operatorname {curl} \,\operatorname {grad} f\equiv \nabla \times \nabla f=\mathbf {0} }
3. {\displaystyle \operatorname {div} \,\operatorname {curl} \mathbf {A} \equiv \nabla \cdot (\nabla \times \mathbf {A} )=0}
4. {\displaystyle \operatorname {curl} \,\operatorname {curl} \mathbf {A} \equiv \nabla \times (\nabla \times \mathbf {A} )=\nabla (\nabla \cdot \mathbf {A} )-\nabla ^{2}\mathbf {A} }
5. {\displaystyle \nabla ^{2}(fg)=f\nabla ^{2}g+2\nabla f\cdot \nabla g+g\nabla ^{2}f}

## Derivació cartesiana

Element infinitesimal en coordenades cartesianes

{\displaystyle {\begin{aligned}\operatorname {div} \mathbf {A} =\lim _{V\to 0}{\frac {\iint _{\partial V}\mathbf {A} \cdot d\mathbf {S} }{\iiint _{V}dV}}&={\frac {A_{x}(x+dx)dydz-A_{x}(x)dydz+A_{y}(y+dy)dxdz-A_{y}(y)dxdz+A_{z}(z+dz)dxdy-A_{z}(z)dxdy}{dxdydz}}\\&={\frac {\partial A_{x}}{\partial x}}+{\frac {\partial A_{y}}{\partial y}}+{\frac {\partial A_{z}}{\partial z}}\end{aligned}}}
{\displaystyle {\begin{aligned}(\operatorname {curl} \mathbf {A} )_{x}=\lim _{S^{\perp \mathbf {\hat {x}} }\to 0}{\frac {\int _{\partial S}\mathbf {A} \cdot d\mathbf {\ell } }{\iint _{S}dS}}&={\frac {A_{z}(z+dz)dz-A_{z}(z)dz+A_{y}(y)dy-A_{y}(y+dy)dy}{dydz}}\\&={\frac {\partial A_{z}}{\partial y}}-{\frac {\partial A_{y}}{\partial z}}\end{aligned}}}
Les expressions per {\displaystyle (\operatorname {curl} \mathbf {A} )_{y}} i {\displaystyle (\operatorname {curl} \mathbf {A} )_{z}} s'obtenen de la mateixa manera.

## Derivació cilíndrica

Element infinitesimal en coordenades cilíndriques

{\textstyle {\begin{aligned}\operatorname {div} \mathbf {A} =\lim _{V\to 0}{\frac {\iint _{\partial V}\mathbf {A} \cdot d\mathbf {S} }{\iiint _{V}dV}}&={\frac {A_{\rho }(\rho +d\rho )(\rho +d\rho )d\phi \,dz-A_{\rho }(\rho )\rho d\phi \,dz+A_{\phi }(\phi +d\phi )d\rho \,dz-A_{\phi }(\phi )d\rho dz+A_{z}(z+dz)d\rho \,(\rho +d\rho /2)d\phi -A_{z}(z)d\rho \,(\rho +d\rho /2)d\phi }{(\rho +d\rho /2)\,d\phi \,d\rho \,dz}}\\&={\frac {1}{\rho }}{\frac {\partial (\rho A_{\rho })}{\partial \rho }}+{\frac {1}{\rho }}{\frac {\partial A_{\phi }}{\partial \phi }}+{\frac {\partial A_{z}}{\partial z}}\end{aligned}}}
{\displaystyle {\begin{aligned}(\operatorname {curl} \mathbf {A} )_{\rho }=\lim _{S^{\perp {\boldsymbol {\hat {\rho }}}}\to 0}{\frac {\int _{\partial S}\mathbf {A} \cdot d\mathbf {\ell } }{\iint _{S}dS}}&={\frac {A_{\phi }(z)(\rho +d\rho )d\phi -A_{\phi }(z+dz)(\rho +d\rho )d\phi +A_{z}(\phi +d\phi )dz-A_{z}(\phi )dz}{(\rho +d\rho )d\phi dz}}\\&=-{\frac {\partial A_{\phi }}{\partial z}}+{\frac {1}{\rho }}{\frac {\partial A_{z}}{\partial \phi }}\end{aligned}}}
{\displaystyle {\begin{aligned}(\operatorname {curl} \mathbf {A} )_{\phi }=\lim _{S^{\perp {\boldsymbol {\hat {\phi }}}}\to 0}{\frac {\int _{\partial S}\mathbf {A} \cdot d\mathbf {\ell } }{\iint _{S}dS}}&={\frac {A_{z}(\rho )dz-A_{z}(\rho +d\rho )dz+A_{\rho }(z+dz)d\rho -A_{\rho }(z)d\rho }{d\rho dz}}\\&=-{\frac {\partial A_{z}}{\partial \rho }}+{\frac {\partial A_{\rho }}{\partial z}}\end{aligned}}}
{\displaystyle {\begin{aligned}(\operatorname {curl} \mathbf {A} )_{z}=\lim _{S^{\perp {\boldsymbol {\hat {z}}}}\to 0}{\frac {\int _{\partial S}\mathbf {A} \cdot d\mathbf {\ell } }{\iint _{S}dS}}&={\frac {A_{\rho }(\phi )d\rho -A_{\rho }(\phi +d\phi )d\rho +A_{\phi }(\rho +d\rho )(\rho +d\rho )d\phi -A_{\phi }(\rho )\rho d\phi }{(\rho +d\rho /2)d\rho d\phi }}\\&=-{\frac {1}{\rho }}{\frac {\partial A_{\rho }}{\partial \phi }}+{\frac {1}{\rho }}{\frac {\partial (\rho A_{\phi })}{\partial \rho }}\end{aligned}}}
{\displaystyle \operatorname {curl} \mathbf {A} =(\operatorname {curl} \mathbf {A} )_{\rho }\,{\hat {\boldsymbol {\rho }}}+(\operatorname {curl} \mathbf {A} )_{\phi }\,{\hat {\boldsymbol {\phi }}}+(\operatorname {curl} \mathbf {A} )_{z}\,{\hat {\boldsymbol {z}}}=\left({\frac {1}{\rho }}{\frac {\partial A_{z}}{\partial \phi }}-{\frac {\partial A_{\phi }}{\partial z}}\right){\hat {\boldsymbol {\rho }}}+\left({\frac {\partial A_{\rho }}{\partial z}}-{\frac {\partial A_{z}}{\partial \rho }}\right){\hat {\boldsymbol {\phi }}}+{\frac {1}{\rho }}\left({\frac {\partial (\rho A_{\phi })}{\partial \rho }}-{\frac {\partial A_{\rho }}{\partial \phi }}\right){\hat {\boldsymbol {z}}}}

## Derivació esfèrica

Element infinitesimal en coordenades esfèriques.

{\displaystyle {\begin{aligned}\operatorname {div} \mathbf {A} &=\lim _{V\to 0}{\frac {\iint _{\partial V}\mathbf {A} \cdot d\mathbf {S} }{\iiint _{V}dV}}\\&={\frac {A_{r}(r+dr)(r+dr)d\theta \,(r+dr)\sin \theta d\phi -A_{r}(r)rd\theta \,r\sin \theta d\phi +A_{\theta }(\theta +d\theta )\sin(\theta +d\theta )\,rdrd\phi -A_{\theta }(\theta )\sin(\theta )\,rdrd\phi +A_{\phi }(\phi +d\phi )(r+dr/2)drd\theta -A_{\phi }(\phi )(r+dr/2)drd\theta }{dr\,rd\theta \,r\sin \theta d\phi }}\\&={\frac {1}{r^{2}}}{\frac {\partial (r^{2}A_{r})}{\partial r}}+{\frac {1}{r\sin \theta }}{\frac {\partial (A_{\theta }\sin \theta )}{\partial \theta }}+{\frac {1}{r\sin \theta }}{\frac {\partial A_{\phi }}{\partial \phi }}\end{aligned}}}
{\displaystyle {\begin{aligned}(\operatorname {curl} \mathbf {A} )_{r}=\lim _{S^{\perp {\boldsymbol {\hat {r}}}}\to 0}{\frac {\int _{\partial S}\mathbf {A} \cdot d\mathbf {\ell } }{\iint _{S}dS}}&={\frac {A_{\theta }(\phi )\,rd\theta +A_{\phi }(\theta +d\theta )\,r\sin(\theta +d\theta )d\phi -A_{\theta }(\phi +d\phi )\,rd\theta -A_{\phi }(\theta )\,r\sin(\theta )d\phi }{rd\theta \,r\sin \theta d\phi }}\\&={\frac {1}{r\sin \theta }}{\frac {\partial (A_{\phi }\sin \theta )}{\partial \theta }}-{\frac {1}{r\sin \theta }}{\frac {\partial A_{\theta }}{\partial \phi }}\end{aligned}}}
{\displaystyle {\begin{aligned}(\operatorname {curl} \mathbf {A} )_{\theta }=\lim _{S^{\perp {\boldsymbol {\hat {\theta }}}}\to 0}{\frac {\int _{\partial S}\mathbf {A} \cdot d\mathbf {\ell } }{\iint _{S}dS}}&={\frac {A_{\phi }(r)\,r\sin \theta d\phi +A_{r}(\phi +d\phi )dr-A_{\phi }(r+dr)(r+dr)\sin \theta d\phi -A_{r}(\phi )dr}{dr\,r\sin \theta d\phi }}\\&={\frac {1}{r\sin \theta }}{\frac {\partial A_{r}}{\partial \phi }}-{\frac {1}{r}}{\frac {\partial (rA_{\phi })}{\partial r}}\end{aligned}}}
{\displaystyle {\begin{aligned}(\operatorname {curl} \mathbf {A} )_{\phi }=\lim _{S^{\perp {\boldsymbol {\hat {\phi }}}}\to 0}{\frac {\int _{\partial S}\mathbf {A} \cdot d\mathbf {\ell } }{\iint _{S}dS}}&={\frac {A_{r}(\theta )dr+A_{\theta }(r+dr)(r+dr)d\theta -A_{r}(\theta +d\theta )dr-A_{\theta }(r)\,rd\theta }{(r+dr/2)drd\theta }}\\&={\frac {1}{r}}{\frac {\partial (rA_{\theta })}{\partial r}}-{\frac {1}{r}}{\frac {\partial A_{r}}{\partial \theta }}\end{aligned}}}
{\displaystyle \operatorname {curl} \mathbf {A} =(\operatorname {curl} \mathbf {A} )_{r}\,{\hat {\boldsymbol {r}}}+(\operatorname {curl} \mathbf {A} )_{\theta }\,{\hat {\boldsymbol {\theta }}}+(\operatorname {curl} \mathbf {A} )_{\phi }\,{\hat {\boldsymbol {\phi }}}={\frac {1}{r\sin \theta }}\left({\frac {\partial (A_{\phi }\sin \theta )}{\partial \theta }}-{\frac {\partial A_{\theta }}{\partial \phi }}\right){\hat {\boldsymbol {r}}}+{\frac {1}{r}}\left({\frac {1}{\sin \theta }}{\frac {\partial A_{r}}{\partial \phi }}-{\frac {\partial (rA_{\phi })}{\partial r}}\right){\hat {\boldsymbol {\theta }}}+{\frac {1}{r}}\left({\frac {\partial (rA_{\theta })}{\partial r}}-{\frac {\partial A_{r}}{\partial \theta }}\right){\hat {\boldsymbol {\phi }}}}